# Shizuoka Bank
Shizuoka Bank, Банк Сидзуоки — японский региональный коммерческий банк, штаб-квартира расположена в городе Сидзуоки, центре одноименной префектуры. Банк образовался 1 марта 1943 года объединением банков Shizuoka Sanjyu-go и Enshu. В списке крупнейших публичных компаний мира Forbes Global 2000 за 2021 год занял 1368-е место (в том числе 282-е по активам)
Сеть банка насчитывает 177 отделений в Японии (в основном в префектуре Сидзуоки), а также 6 зарубежных отделений: в Нью-Йорке, Лос-Анджелесе, Брюсселе, Сингапуре, Гонконге и Шанхае.
На 31 марта 2021 года активы банка составляли 14,08 трлн иен ($128 млрд), из них 9,3 трлн пришлось на выданные кредиты, 2,1 трлн — на наличные и краткосрочные депозиты в банках, 2 трлн — на ценные бумаги; принятые депозиты составили 11,15 трлн иен. Чистый процентный доход составил 113 млрд иен (доход 122 млрд, расход 9 млрд), комиссионный доход составил 72 млрд иен.